# Лихтенау (Саксония)
Лихтенау (нем. Lichtenau) — община в Германии, в земле Саксония. Подчиняется административному округу Хемниц. Входит в состав района Средняя Саксония.  Население составляет 7650 человек (на 31 декабря 2010 года). Занимает площадь 48,95 км².
Коммуна подразделяется на 8 сельских округов.